# Skorpiovenator
Skorpiovenator là một chi khủng long, được Canale Scanferla Agnolín & Novas mô tả khoa học năm 2008.